# Creoleon remanei
Creoleon remanei is een insect uit de familie van de mierenleeuwen (Myrmeleontidae), die tot de orde netvleugeligen (Neuroptera) behoort. 
Creoleon remanei is voor het eerst wetenschappelijk beschreven door Hölzel in 1972.